# Alexius Meinong
Alexius Meinong, tên đầy đủ: Alexius Meinong Ritter von Handschuchsheim (1853-1920), triết gia, nhà tâm lý học người Áo; dạy ở Đại học Graz từ năm 1882 mãi đến khi ông tạ thế. Meinong trở nên nổi tiếng nhờ vào lý thuyết đối tượng (Đức: Gegenstandstheorie, 1904), một lối giải thích hữu thể học cố gắng giới thiệu và xem xét một cách có hệ thống không chỉ đối với các đối tượng hiện hữu mà còn đối với cả những đối tượng phi hiện hữu. Lối tiếp cận của ông không chỉ mang bóng dáng tâm lý học mô tả của Brentano, một hình thức của hiện tượng học, và quan niệm cố kết của tâm lý học mô tả về ý hướng tính (tính trực khởi/ directedness) mà nó còn mang dáng dấp của những nhà duy nghiệm luận Anh. Kế thừa và biến đổi tâm lý học triết học (philosophical psychology) của Brentano, Meinong đã tạo ra những đóng góp đáng kể và mang tính khơi mào trong các lĩnh vực hữu thể học và siêu hình học, nhận thức luận và lý thuyết giá trị.
Lấy ví dụ, dưới ảnh hưởng ấy, ông đã cố gắng trình bày những nền tảng mới cho lý thuyết giá trị qua việc quay trở lại các cung bậc-cảm giác/value-feelings (các cảm xúc) coi như chúng là cơ sở tâm lý của lý thuyết giá trị. Mặc dù Meinong luôn luôn xác nhận vai trò nền tảng của tâm lý học trong triết học, thế nhưng càng ngày ông càng xa rời thuyết tâm lý (psychologism). Sự phân biệt giữa nội dung "tâm lý" (tinh thần) với đối tượng của hoạt động tinh thần, đã giới thiệu vào năm 1899, lúc này đã trở thành dấu chỉ xác nhận khuynh hướng chống thuyết tâm lý (anti-psychologism) của ông.
Meinong đã được Bertrand Russell rất mến mộ. Tuy nhiên, sau đó Russell đã loại bỏ cả lý thuyết đối tượng của ông, với khái niệm phi-tồn tại (non-being) của nó lẫn tâm lý học triết học của ông, quan niệm cho rằng việc ý thức tiếp nhận các đối tượng như là một quan hệ thông qua các nội dung tinh thần. Phê bình của Russell đã trở thành hồi đáp mạnh mẽ nhắm đến sự công nhận rộng rãi về phía Meinong. Một mặt, phê bình đó đã làm cho danh tiếng của Meinong trở nên "tổn thất". Mặt khác, sự tranh luận từ phía Russell cũng đã kích thích cho sự phát triển đối với những lối giải thích của Meinong về logic và ngữ nghĩa như là những cách giải thích khác đi so với lối giải thích thông thường.